# Marca Superiore

La Marca Superiore, parte nord-est del Califfato di Cordova

La Marca Superiore (in arabo الثغر الأعلى‎?, aṯ-Tagr al-A'la; in spagnolo: Marca Superior) era una divisione amministrativa e militare nel nord-est di al-Andalus, approssimativamente corrispondente alla valle dell'Ebro e all'adiacente costa mediterranea, nel periodo dall'VIII all'inizio dell'XI secolo. Fu istituita come provincia di frontiera, o marca, dell'Emirato, poi Califfato di Cordova, di fronte alle terre cristiane della Marca Hispanica dell'Impero carolingio, alle marche Asturo-Leonesi di Castiglia e Álava e ai nascenti principati autonomi dei Pirenei. Nel 1018, il declino dello stato centrale di Cordova permise ai signori della Marca Superiore di creare la Taifa di Saragozza.

## Formazione della Marca Superiore
Nel mezzo secolo dopo l'inizio dell'invasione musulmana della penisola iberica, gran parte della conquista e dell'insediamento fu lasciato alle iniziative locali di clan e tribù in una coalizione libera piuttosto che uno schema coordinato centralmente. Di conseguenza, le fertili terre della Settimania, a nord dei Pirenei, furono occupate e mantenute fino al 759, ma qualsiasi occupazione delle terre poco invitanti della Galizia e delle Asturie fu temporanea e superficiale. Gran parte della terra nelle zone conquistate era stata di proprietà di latifondisti cristiani che resistettero all'invasione: questa fu confiscata e concessa alle truppe arabe e berbere che avevano partecipato all'invasione, con gli arabi che tendevano a insediarsi a sud, lasciando più aree remote e relativamente aride ai berberi. Tuttavia, a quei nobili e comunità cristiane che si erano sottomessi furono concessi trattati che consentivano loro di mantenere le loro terre, dietro pagamento di un'imposta annuale significativa per tutto il tempo in cui fossero rimasti cristiani. Si supponeva che i vantaggi sostanziali della conversione all'Islam avessero convinto il conte Cassio, che si dice fosse stato un conte nella regione dell'Ebro ai tempi dei Visigoti, e il famoso fondatore del clan Banu Qasi (a volte scritto Banu Casi), a convertirsi nel 714. Quel che è certo è che l'esistenza dei Banu Qasi è stata registrata dal 789, nella persona del presunto nipote, Musa ibn Fortun ibn Qasi, e che le due più potenti famiglie locali della Marca Superiore tra la fine dell'VIII e l'inizio del IX secolo, i Banu Qasi e i Banu Amrus, erano entrambe native convertite all'Islam.
L'ulteriore espansione musulmana si concluse con gli effetti combinati di una rivolta berbera in Iberia iniziata nel 740 e, in Medio Oriente, il rovesciamento del califfato omayyade nella rivoluzione abbaside del 747-750. Quest'ultimo evento portò alla creazione di un califfato abbaside che considerava al-Andalus una provincia ribelle da recuperare. La rivolta berbera portò al ritiro di quei berberi a cui era stata assegnata la terra nella valle del Duero, lasciando pochi musulmani nel nord-ovest della penisola. Alfonso I, il re cristiano delle vicine Asturie, che attraversavano la costa settentrionale dell'Iberia dalla Galizia al territorio basco, fece irruzione nelle ex terre berbere e conquistò le città di León, Astorga e Braga, uccidendo le loro guarnigioni musulmane. Portando le loro popolazioni a nord, lasciò la valle del Duero, una terra di nessuno scarsamente popolata, al confine con quella che sarebbe diventata la Marca Superiore a ovest. Nel frattempo, a nord e ad est, il regno dei Franchi aveva esteso il proprio dominio in Aquitania e, sotto Pipino il Forte si era trasferito in Septimania nel 750, conquistando Narbona nel 759, confinando così con al-Andalus a sud dei Pirenei. Ci fu anche una guerra civile combattuta ad al-Andalus tra le famiglie provenienti dall'Arabia settentrionale e meridionale, che portò nel 747 all'ascesa della fazione yemenita in seguito alla battaglia di Secunda (Sequnda, vicino a Cordova) e all'insediamento a Saragozza di uno yemenita, al-Sumayl ibn Hatim al-Kilabi, come governatore dei coloni arabi settentrionali della valle dell'Ebro. Due dei loro leader, Amir al-Abdari e Hubab al-Zuhri, si ribellarono e assediarono Saragozza nel 754. Questa ribellione venne repressa l'anno successivo dall'esercito di Yusuf ibn Abd al-Rahman al-Fihri, il governatore di al-Andalus, e quando un gruppo di soldati già sospettati di essere simpatizzanti dei ribelli gli impedì di giustiziare i ribelli, Yusuf li inviò in una missione suicida contro i baschi di Pamplona. Queste mosse lasciarono scoperta l'Iberia meridionale e permisero al fuggitivo principe omayyade Abd al-Rahman I, di giungere dal Nord Africa e avanzare, portando infine alla sua conquista di al-Andalus e alla creazione di un emirato indipendente a Cordova.
La forza dell'emirato omayyade di Abd al-Rahman si trovava nella valle del Guadalquivir e nel suo sud e sud est e, piuttosto che cercare di conquistare terre cristiane o far accettare ai loro governanti il primato omayyade, lui e i suoi successori si concentrarono nel mantenere le aree periferiche dell'Emirato sotto il loro controllo istituendo tre marche o thugur, (singolare thagr). A ovest c'era la Marca Inferiore (aṯ-Ṯaḡr al-Adna) con sede a Mérida, una Marca di Mezzo (aṯ-Ṯaḡr al-Awsaṭ) governata da Toledo e successivamente Medinaceli, mentre a est la Marca Superiore aveva Saragozza come sede. Ogni marca era responsabile della difesa della propria area dagli attacchi cristiani e del sostegno a tutte le principali spedizioni che i principali eserciti dell'Emirato potevano compiere contro i territori cristiani.
La Marca Superiore era costituita da diverse cora (suddivisioni territoriali, dall'arabo kura): Barbitaniya, che si estendeva dal nord dell'attuale provincia di Huesca, con capitale a Barbastro, e comprendeva anche Boltaña, Alquézar, Naval, Salinas de Hoz, Olvena e, vicino al confine di controllo musulmano, Graus, chiamato Puertaspan (Puerto de Hispania, "Porta di al-Andalus"); Huesca (Washka), con sede a Huesca e compreso il forte di Bolea; Lleida, che includeva Mequinenza e Fraga; Saragozza, sia politicamente che economicamente era la principale cora della Marca Superiore, centrata su quella città ma comprendente anche Zuera, Ricla, Muel, Belchite, Alcañiz e Calanda; Calatayud, comprendeva la sua omonima città, Maluenda e Daroca; Tudela, che comprendeva le città di Tarazona e Borja e si estendeva fino all'attuale La Rioja, mentre la più piccola, Barusa, organizzata lungo il Rio Petri, con capoluogo a Molina de Aragón, e confinante con Santaveria, era a metà della Marca. I più settentrionali di questi cora, Barbitaniya e Huesca, formavano una suddivisione della Marca Superiore chiamata Marca Distante o Più Lontana (aṯ-Ṯaḡr al-'Aqṣā).
La Marca Superiore era governata da un Signore della Marca (Sāhib aṯ-Ṯaḡr), nominato dall'emiro o dal califfo, che fungeva da governatore civile (amil, wali) o comandante militare (qa'id), a volte a capo di entrambe le posizioni. A loro volta dipendevano dai governatori distrettuali, che erano responsabili della supervisione della tassazione, del mantenimento delle fortezze, della difesa del loro popolo e dell'accompagnamento dell'emiro o califfo di Cordova nelle campagne contro gli stati cristiani del nord.

## L'espansione carolingia fallita
La nobiltà della Marca Superiore era contrariata. Nel 774, Husayn di Saragozza si ribellò contro gli Omayyadi di Cordova, proclamando la supremazia degli Abbasidi, e l'emiro inviò un esercito per soggiogare la marca. Nel 778, Sulayman ibn Yaqdhan al Arabi di Barcellona inviò un'ambasciata a Carlo Magno, offrendogli la sua fedeltà insieme a quella di Abu Taur di Huesca e Husayn di Saragozza in cambio del suo sostegno nella loro ribellione contro Cordova. Il monarca franco marciò verso sud e prese Barcellona, ma quando arrivò a Saragozza scoprì che i signori della marca avevano cambiato idea e la città gli venne chiusa. Dopo un fallito assedio, Carlo Magno si ritirò attraverso i Pirenei, dove la sua retroguardia cadde in un'imboscata nella battaglia del Passo di Roncisvalle. Ciò segnò la fine di significativi tentativi franchi di espandersi in Iberia e nel 795 Carlo Magno creò la Marca Hispanica nei Pirenei orientali per fungere da cuscinetto tra il suo regno e la Marca Superiore, mentre i due regni continuavano a competere per l'influenza nei Pirenei occidentali, tra i Baschi. Alla fine del secolo, due governatori di Huesca si sarebbero nuovamente rivolti ai Franchi, il ribelle basco Muwallad Bahlul Ibn Marzuq nel 798 e Azan nel 799, mentre nell'ultimo anno a Pamplona, Muhammad ibn Musa, a quanto pare della famiglia Muwallad Banu Qasi di Huesca, fu assassinato in quella che di solito viene interpretata come una mossa di una fazione filo-franca. Tuttavia, nell'816, un esercito cristiano che includeva franchi e alleati asturiani e guidato da Velasco il guascone fu sconfitto dagli eserciti degli Emirati. Questa sconfitta avrebbe portato all'ascesa, originariamente come vassalli di Cordova, di una dinastia basca nativa, alleata di sangue ai signori Muwallad della Marca Superiore, come governanti del nascente stato di Pamplona.

## Rivalità, ascesa e declino di Muwallad

### VIII e IX secolo
Nel 781 l'emiro riuscì a forzare la sottomissione di Husayn a Saragozza, che aveva assassinato Sulayman nel 780, ma nel 785 il figlio di quest'ultimo, Mutrah, si ribellò e prese Huesca e Saragozza, prima di essere a sua volta assassinato dai suoi servi, i parenti Amrus ibn Yusuf e Shabrit ibn Rashid, nel 791/792. L'Emirato premiò la lealtà di Amrus concedendogli Toledo, ma nel 798 un altro ribelle di Saragozza, Bahlul Ibn Marzuq, prese Huesca dai Banu Salama, e questo portò al ritorno di Amrus da Toledo nella Marca Superiore. Amrus espulse Bahlul e fortificò Tudela. Un'altra ribellione a Saragozza, questa volta guidata da Furtun ibn Musa dei Banu Qasi, fu ugualmente schiacciata da Amrus nell'802, al quale fu poi dato il controllo di Saragozza e della Marca Superiore.
La Marca Superiore del IX secolo, con sede a Saragozza, aveva altri insediamenti urbani a Tudela, Huesca, Tortosa e Calatayud. Al-Hakim I usò le famiglie locali Muwallad, native iberiche che si erano convertite all'Islam, come governatori. Il governatorato decennale di Amrus bin Yusuf, da cui sarebbe disceso il clan Banu Amrus, mantenne i Banu Qasi sotto controllo, sebbene avessero mantenuto il loro status semi-autonomo nonostante l'occupazione di Tudela da parte di Amrus e la loro alleanza e matrimoni misti con il regno di Pamplona che forniva loro anche soldati baschi.
La cattura e l'esecuzione di Amrus, insieme all'ascesa dei loro parenti cristiani a Pamplona, portò all'ascesa dei Banu Qasi, e nell'842, il loro leader Musa ibn Musa sfidò gli Omayyadi e si ribellò a Cordova con l'assistenza del suo fratellastro, Íñigo Arista di Pamplona. Nonostante la cattura omayyade di Saragozza, nell'844, e un figlio dell'emiro Abd-al Rahman II nominato governatore fino all'852, Musa mantenne la sua autonomia nelle sue terre ancestrali. Dopo la riconciliazione con l'Emirato e ulteriori episodi di ribellione seguiti da spedizioni punitive degli Omayyadi guidate da Abd el-Rahman II, nell'852, il nuovo emiro, Muhammad, nominò Musa Wali di Saragozza e governatore della Marca Superiore. Egli fu talvolta chiamato "Re di Hispania", insieme all'emiro di Cordova e al re delle Asturie, mentre controllava Saragozza, Tudela, Calatayud, Huesca e Toledo, formando uno stato semi-indipendente. Tuttavia, il suo potere nella Marca Superiore ebbe termine quando lui e i suoi alleati baschi subirono una schiacciante sconfitta contro gli eserciti uniti delle Asturie e di Pamplona nell'859 o 860 nella battaglia di Monte Laturce. Dopo essersi ritirato dalla battaglia, in cui perse la maggior parte del suo esercito, Musa fu privato di tutti i suoi titoli da parte dell'emiro. Morì in seguito a una spedizione contro suo genero, Azraq ibn Mantel, a Guadalajara nell'agosto dell'862, durante la quale fu ferito e abbandonato sul campo. Morì un mese dopo a Tudela.
Seguì un'eclissi decennale del Banu Qasi. Dopo che Musa fu privato del governatorato della Marca Superiore, almeno tre dei suoi quattro figli furono inviati a Cordova come ostaggi, ma uno di loro, Fortun ibn Musa, si impegnò rapidamente all'obbedienza nei confronti dell'emiro e in seguito si distinse nelle forze musulmane che si batterono contro i cristiani. Il figlio maggiore di Musa, Lubb ibn Musa, era stato apparentemente nominato dall'emiro Muhammad I come governatore di Tudela nell'859 e nell'860 divenne l'alleato del re Ordoño I delle Asturie, mantenendo il controllo di Tudela. Nell'862, ottenne il rilascio o salvataggio dei suoi due fratelli, che tornarono nella Marca. Quando l'emiro Muhammad intraprese una campagna contro le forze di Álava e della contea di Castiglia, nell'865-866, Fortun accompagnò l'emiro, ma si ritiene che Lubb fosse rimasto fedele a Ordoño. Tuttavia, dopo la morte di Ordoño, nel 966, Lubb si riconciliò con l'emiro. Egli aveva sede nella città di Arnedo, avendo perso il controllo di Huesca. Huesca fu governata nell'870 da Musa ibn Galind, probabilmente nipote di Iñigo Arista di Pamplona tramite suo figlio Galindo che aveva abbandonato Pamplona per Cordova, e quindi similmente ai Banu Qasi che l'avevano precedentemente detenuta. Fu ucciso quell'anno da Amrus ibn Umar dei Banu Amrus, che poi formò un'alleanza ribelle contro l'Emiro con il figlio maggiore e successore di Iñigo a Pamplona, García Íñiguez. Tuttavia, nell'871, il generale dell'emiro nella Marca Superiore, sconfisse i ribelli e catturò Zakarayya ibn Amrus, zio di Amrus ibn Umar, e giustiziò lui e i suoi figli alle porte di Saragozza.
Mentre le forze dell'Emirato stavano affrontando la ribellione di Amrus, nel dicembre 871 e gennaio 872, i quattro figli di Musa ibn Musa, con l'appoggio di García Íñiguez, ripresero rapidamente il potere a Huesca, Tudela e Saragozza incontrando scarsa resistenza, e poi ancora a Monzon e Lleida. La strategia iniziale di Muhammad I era quella di guidare un esercito nella Marca Superiore nella primavera dell'873. Decise di non assediare o assaltare la ben fortificata Saragozza, ma riuscì a catturare Huesca. Mutarrif ibn Musa dei Banu Qasi, che aveva governato Huesca dal dicembre 871, e i suoi figli furono portati a Cordova e crocifissi nel settembre 873, mentre l'emiro installò Amrus ibn Umar al suo posto a Huesca. Muhammad installò anche la famiglia araba Banu Tujib a Calatayud come controllo sui Banu Qasi e poi si ritirò. Nonostante la presenza di questi oppositori, i Banu Qasi mantennero la maggior parte delle città della Marca e, con Lubb ibn Musa come capo della famiglia, rimasero in gran parte autonomi. La morte di Lubb, nell'875 in seguito a quella nell'874 del fratello Fortun, che teneva Tudela, indebolì la famiglia. Ismail ibn Musa, che aveva stretto un'alleanza matrimoniale con i Banu Jalaf di Barbitanyaas, era l'unico figlio superstite, ma dovette contendere a suo nipote Muhammad ibn Lubb il controllo della famiglia e delle sue terre.
Un esercito omayyade sotto al-Mundir, presunto erede di Muhammad I, fu inviato a nord nell'874, per attaccare prima Saragozza, poi Tudela e le varie roccaforti dei Banu Qasi e infine per devastare le terre di Pamplona, sradicando alberi e devastando i raccolti. La spedizione ottenne uno scarso risultato, poiché tutte le principali città e roccaforti della Marca possedute dai Banu Qasi rimasero nelle loro mani. Una successiva spedizione, nell'882, costituita da un fallito assedio di Saragozza e Lleida, si tradusse, così come la spedizione dell'874, nella distruzione diffusa dei raccolti e creò disarmonia all'interno del clan Banu Qasi, lasciando Muhammad ibn Lubb isolato. Tuttavia il tentativo di Ismail ibn Musa e dei figli di Fortun ibn Musa di sconfiggere Muhammad I in battaglia portò alla sconfitta, alla cattura e alla resa forzata di Tudela e di diversi castelli Un'ulteriore spedizione omayyade, nell'882, diretta in particolare contro Saragozza non ebbe successo, ma un ulteriore attacco iniziato nell'884 riuscì a spezzare la resistenza di Muhammad ibn Lubb.
La pressione complessiva di questi ripetuti attacchi costrinse Muhammad ibn Lubb ibn Qasi a vendere Saragozza nell'885. E quando nell'886 la città fu presa dal governatore dell'emiro dei Banu Tujib, l'emiro acconsentì, elevando questa famiglia come principale rivale regionale delle famiglie Muwallad. I Banu Qasi si ribellarono di nuovo e l'emiro catturò e crocifisse diversi membri della famiglia, e nell'887 Masud ibn Amrus dei Banu Amrus controllava Huesca quando fu assassinato e soppiantato dal suo lontano parente Muhammad al-Tawil dei Banu Shabrit. Nell'890 al-Tawil sconfisse un'altra ribellione dei Banu Qasi guidata da Isma'il ibn Musa, zio di Muhammad ibn Lubb. Sebbene al-Tawil rivendicasse le terre dello sconfitto Isma'il, l'Emiro non rischiò un tale aumento del suo potere, e invece le concesse a Muhammad ibn Lubb, che gli era rimasto fedele durante la ribellione di suo zio.
Muhammad ibn Lubb cercò di recuperare queste perdite familiari eseguendo un lungo ma infruttuoso assedio di Saragozza, tenuta dal governatore dei Banu Tujib, e anche quando Muhammad fu ucciso fuori dalle mura della città, nell'898, l'assedio continuò al comando di suo figlio Lubb ibn Muhammad, che divenne wali di Tudela e Lleida e signore delle terre di famiglia, nell'Alto Ebro. Quando l'assedio fu finalmente rotto, i Banu Tujib presero Ejea dai Banu Qasi. Tuttavia, Lubb sperimentò un periodo di successo, sconfiggendo due volte gli eserciti di al-Tawil, catturando quest'ultimo e richiedendo un riscatto esorbitante e, nell'897, sconfisse e uccise il suo vicino cristiano, Goffredo il Villoso di Barcellona.

### X secolo
All'inizio del X secolo, le dinamiche della Marca Superiore furono radicalmente alterate dai cambiamenti nella leadership degli stati a nord e a sud. Nel 905, il vassallo di Cordova Fortún Garcés di Pamplona fu soppiantato dall'anti-musulmano Sancho I, mentre nel 911 Abd al-Rahman III divenne emiro di Cordova e iniziò una politica di rafforzamento del controllo centrale sui suoi litigiosi signori regionali. Quando nel 907 Lubb attaccò Pamplona, cadde in un'imboscata e venne ucciso dal suo nuovo re. Con la morte di Lubb, i Banu Qasi cessarono di detenere il governatorato di Lleida e i Banu al-Tawil presero Barbastro, Alquézar e Monzón. Uno dei figli di Lubb, Abd Allah, fu assassinato da suo zio Abd Allah ibn Muhammad, che divenne wali di Huesca e nel 911 si alleò con il rivale Muhammad al-Tawil. Attraversarono le terre del cognato cristiano di al-Tawil, Galindo Aznárez II d'Aragona, per attaccare di nuovo il regno di Pamplona di Sancho, e vennero sconfitti dal nuovo monarca cristiano, che a sua volta attaccò Tudela nel 915, catturando e in seguito uccidendo Abd Allah. La sua successione fu contestata tra suo fratello Mutarrif e il figlio Muhammad, con quest'ultimo che uccise lo zio l'anno successivo per prendere la guida della famiglia, mentre suo cugino Muhammad ibn Lubb, figlio di Lubb ibn Muhammad, si stabilì nella Marca Superiore orientale, riprendendo Monzón ai figli di Muhammad al-Tawil, dopo che quest'ultimo era morto nel 913 durante un attacco a Barcellona, e riconquistò Lleida quando nel 922 i suoi abitanti si rivoltarono contro il loro signore, Amrus ibn al-Tawil.
Nel 918, Sancho I di Pamplona conquistò Calahorra, precedentemente detenuta dai Banu Qasi per quasi un secolo, e l'anno successivo catturò e incendiò Monzón, che i Banu Qasi non riconquistarono mai più. Nel 924 Abd al-Rahman III guidò un esercito a nord e rimosse Muhammad ibn Abd Allah dal controllo di Huesca, mandandolo a Cordova. Con la pressione sulle famiglie della Marca Superiore da parte dei monarchi di Cordoba a sud, Pamplona a nord e León a ovest, e indebolite dalle lotte familiari interne, l'unico signore dei Banu Qasi rimasto, Muhammad ibn Lubb, mantenne solo Barbastro e alcuni piccoli paesi nelle vicinanze. Uno per uno questi lo espulsero a favore del Banu al-Tawil, e nel 928 Muhammad deteneva solo la piccola città di Ayera. Fu assassinato nel 929, ponendo fine alla presenza dei Banu Qasi nella Marca Superiore.
Con il declino dei Banu Qasi, i figli di Muhammad al-Tawil cercarono di controllare molti dei cora della Marca, ma tra lotte intestine, ribellioni e il loro stesso fallimento nel mantenere il sostegno popolare, furono progressivamente emarginati. Abd al-Malik ibn Muhammad al-Tawil era succeduto a suo padre a Huesca e aveva installato suo fratello Amrus a Monzón, sebbene quest'ultimo l'avesse persa presto a favore dei Banu Qasi. La presa di Abd al-Malik su Huesca fu sfidata da una serie di ribellioni dei cugini Banu Shabrit che portarono al potere Amrus nel 918. Tuttavia, la cittadinanza di Huesca rifiutò Amrus a favore di suo fratello Fortun ibn Muhammad al-Tawil. Amrus fuggì a Barbastro e Alquézar, e in seguito gli fu offerta Lleida dai suoi residenti, solo per consegnare la città a Muhammad ibn Lubb ibn Qasi nel 922. Fu catturato dai Banu Tujib nel 932, sottomesso ad Abd al-Rahman III, e fu ucciso partecipando alla campagna del 934/935 del Califfo contro Saragozza e i suoi signori ribelli Banu Tujib. Fortun ibn Muhammad al-Tawil si era sottomesso ad Abd al-Rahman contemporaneamente ad Amrus, ma nel 933 fu espulso da Huesca dopo aver stretto un patto con il ribelle Muhammad ibn Hasim al-Tujibi e sostituito da suo fratello Yahya ibn Muhammad al- Tawil, e sebbene Fortun fosse andato a Cordova e si fosse umiliato davanti al Califfo, implorando di essere ripristinato, Abd al-Rahman inviò un estraneo, Ahmed ibn Muhammad ibn Ilyas di Valencia, e i figli di Fortun e Yahya lasciarono la Marca Superiore per Cordoba. Tuttavia, dopo che Ahmed lottò per mantenere il controllo contro il ribelle Banu Tujib, Abd al-Rahman riportò Fortun a Huesca nel 936/937 contro la volontà dei residenti della città. Quando Fortun accompagnò il Califfo in una campagna contro León, cedette il controllo di Huesca a suo fratello Musa, che nel 940 venne formalmente nominato wali di Huesca e Barbastro, anche se quest'ultima città era stata data a suo fratello Yahya nel 942, e poi ad un altro fratello, Lubb ibn Muhammad nel 951, e al figlio di Lubb, Yahya nel 955. Nel 957/958, il Califfo sperimentò la condivisione del potere, rendendo Yahya ibn Lubb e Abd al-Malik ibn Musa, successori del loro padre a Huesca nel 954, come governanti congiunti di Huesca e Barbastro, ma di nuovo tolse loro il controllo su due cora nel 959. A questo punto i Banu al-Tawil avevano perso da tempo la loro capacità di lanciare una sfida credibile per il controllo della Marca Superiore contro la nuova famiglia dominante, i Banu Tujib, e l'ultimo dei Banu al-Tawil fu visto combattere in un torneo a Cordova nel 974.

## Ascesa dei Banu Tujib
L'influenza degli Emiri Omayyadi in tutte le marche era diminuita dopo la morte di Abd al-Rahman II, ma nell'890 l'emiro Abd Allah nominò il suo amico, Abd al-Rahman al-Tujibi, della famiglia araba Banu Tujib che aveva governato Catalayud e Daroca dall'872, come governatore di Saragozza per avere il controllo della Marca I Banu Tujib si rivoltarono contro Abd ar-Rahman III, e brevemente si allearono con Ramiro II di León. Cordova li riportò alla sottomissione e il loro capo, Abu Yahya, fu catturato a seguito della sconfitta dell'esercito del Califfo nella battaglia di Simancas nel 939. Fu rilasciato nel 941 e restaurato a Saragozza nel 942, per servire come procuratore di Cordoba nelle campagne contro gli alleati di Ramiro a Pamplona. I Banu Tujib, nel 983, si allearono con Almanzor, de facto governatore di Cordova, ma furono nuovamente sconfitti e il loro capo ucciso nel 989 quando cospirarono con suo figlio. Tuttavia, il loro potere nella regione li rese insostituibili e vennero nuovamente ripristinati. Raggiunsero l'apice del loro potere e portarono alla fine della Marca Superiore nel 1018, quando dopo il rovesciamento formale dei califfi di Cordova, Al-Mundhir ibn Yahya al-Tujibi dichiarò l'indipendenza, convertendo ciò che restava della Marca nella Taifa di Saragozza. Avrebbero poi controllato la taifa per soli 21 anni prima che un colpo di Stato, all'interno della famiglia, portasse alla loro espulsione da parte dei Banu Hud di Lleida, e quella famiglia a sua volta governò la taifa di Saragozza fino a quando non fu conquistata dagli Almoravidi nel 1110. La regione fu definitivamente strappata al controllo musulmano da Alfonso I d'Aragona nel 1118.
I Banu Tujib, a cui erano state concesse Calatayud nell'872 e Saragozza nell'886, divennero i signori incontrastati della Marca Superiore. A loro volta si ribellarono contro Abd ar-Rahman III e furono brevemente costretti ad allearsi con Ramiro II di León. Cordova li riportò alla sottomissione e il capo dei Banu Tujib, Abu Yahya, fu catturato nella sconfitta dell'esercito del Califfo nella battaglia di Simancas nel 939. Fu rilasciato nel 941 e restaurato a Saragozza nel 942, per servire come procuratore di Cordoba nelle campagne contro gli alleati di Ramiro a Pamplona.